# Crkva sv. Ane u Desiniću
Crkva sv. Ane  je rimokatolička crkva u općini Desinić, zaštićeno kulturno dobro.

## Opis dobra
Jednobrodna, pravilno orijentirana, neoromanička crkva sv. Ane podignuta je u 19. st. na mjestu starije iz 17. st., u naselju Desinić, neposredno uz glavnu cestu prema kojoj je okrenuta začeljem. Sjeverno od crkve je smještena zgrada stare škole, a južno stari župni dvor. Unutrašnjost crkve čine pravokutna lađa i svetište zaključeno stiješnjenom apsidom. Izvana je oblikovana historicističkom dekoracijom u stilu neoromanike, a posebnost joj daje zvonik na preslicu koji je na sjeveru rijetka pojava. Unutrašnjost crkve oslikana je zidnim slikama Otona Ivekovića iz 1923. g. Stara župna kurija iz 18. st. zanimljiv je primjer provincijalne barokne izgradnje.

## Zaštita
Pod oznakom Z-2081 zavedena je kao nepokretno kulturno dobro - pojedinačno, pravnog statusa zaštićena kulturnog dobra, klasificirano kao "sakralna graditeljska baština".